# Amblyseius indocalami
Amblyseius indocalami är en spindeldjursart som beskrevs av Zhu och Chen 1983. Amblyseius indocalami ingår i släktet Amblyseius och familjen Phytoseiidae. Inga underarter finns listade i Catalogue of Life.